# Thrincophora lignigerana
Thrincophora lignigerana là một loài bướm đêm thuộc họ Tortricidae. Nó được tìm thấy ở Úc, bao gồm Tasmania.

## Hình ảnh

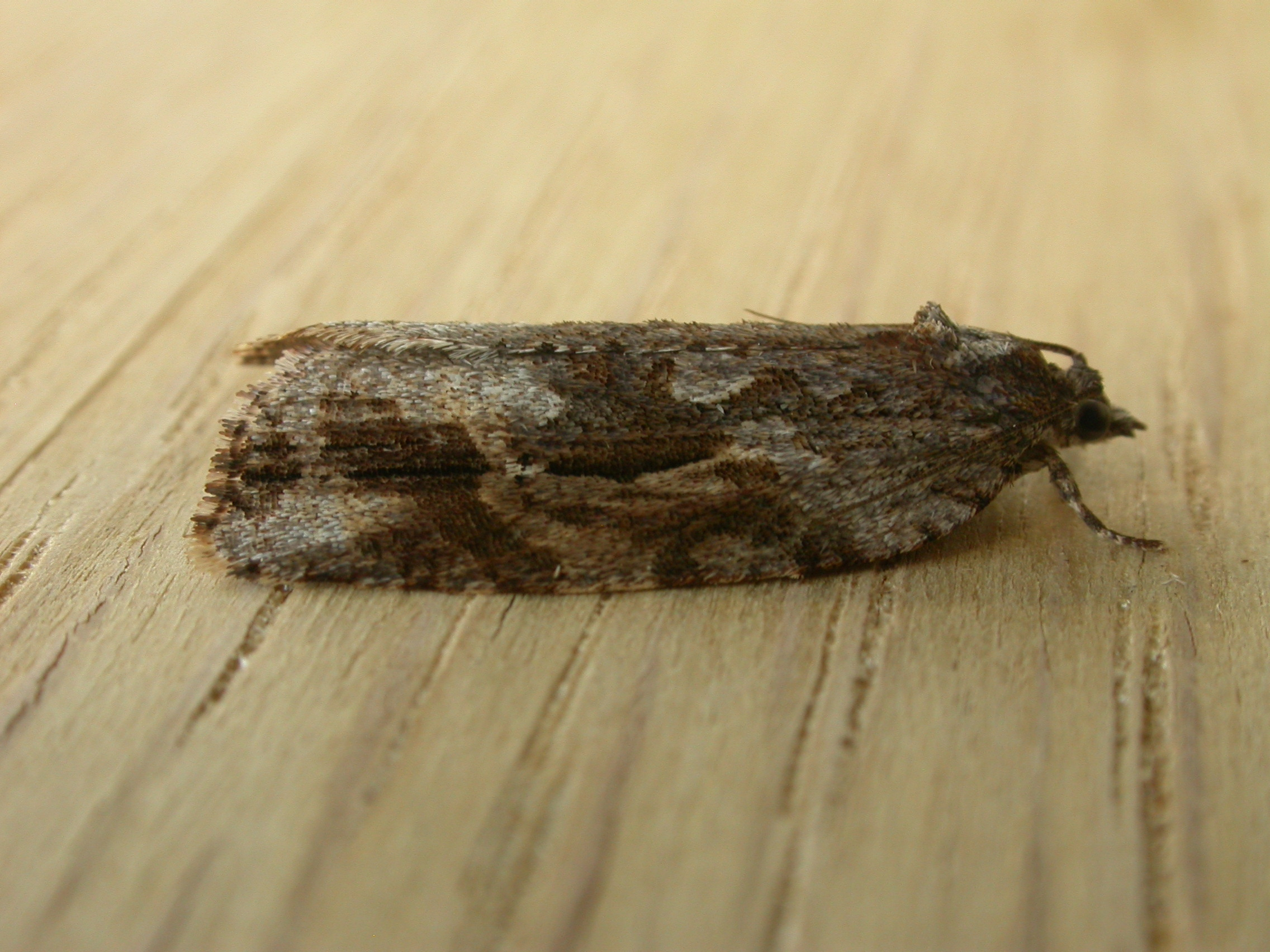